# Лаврушата
Лавруша́та (рос. Лаврушата) — присілок у складі Афанасьєвського району Кіровської області, Росія. Входить до складу Борського сільського поселення.
Населення становить 32 особи (2010, 52 у 2002).
Національний склад станом на 2002 рік — росіяни 98 %.